# Буркун білий
Буркун білийПримітка (Melilotus albus) — вид рослин родини бобові (Fabaceae). Рослина євразійського й північноафриканського походження, натуралізована й культивується у тропічному й помірному поясах світу.

## Опис
Дворічна або однорічна невитка трав'яниста рослина, з товстим коренем, голий або з розсіяними волосками. Стебла 30–200 см, прямостійні, часто дуже розгалужені. Нижні листки з листочками 1–2,5×0.5–1,5 см, від довгастих до оберненояйцюватих; прилистки лінійні. Суцвіття з (25)40–60 квітками, може досягати 9 см у плодоношенні. Квіти ароматні. Чашечка 1,3–2 мм, дзвінчаста, блідо-зелена, зубці 0,7–1 мм, рівні, вузько трикутні. Віночок 2.5–4(6) мм, білий. Плід ≈3,5×2 мм з 1–2 насінням, яйцеподібно-еліпсоїдальні, голі, темно-зелені або чорні. Насіння ≈2,2×1,4 мм, яйцеподібне, гладке.

## Поширення
Рослина євразійського й північноафриканського походження, але тепер натуралізований і культивується у всьому субтропічному та помірному поясах світу.
Росте на луках, у перелісках, інколи у більш вологих місцях. В Україні зростає по всій території.

## Галерея

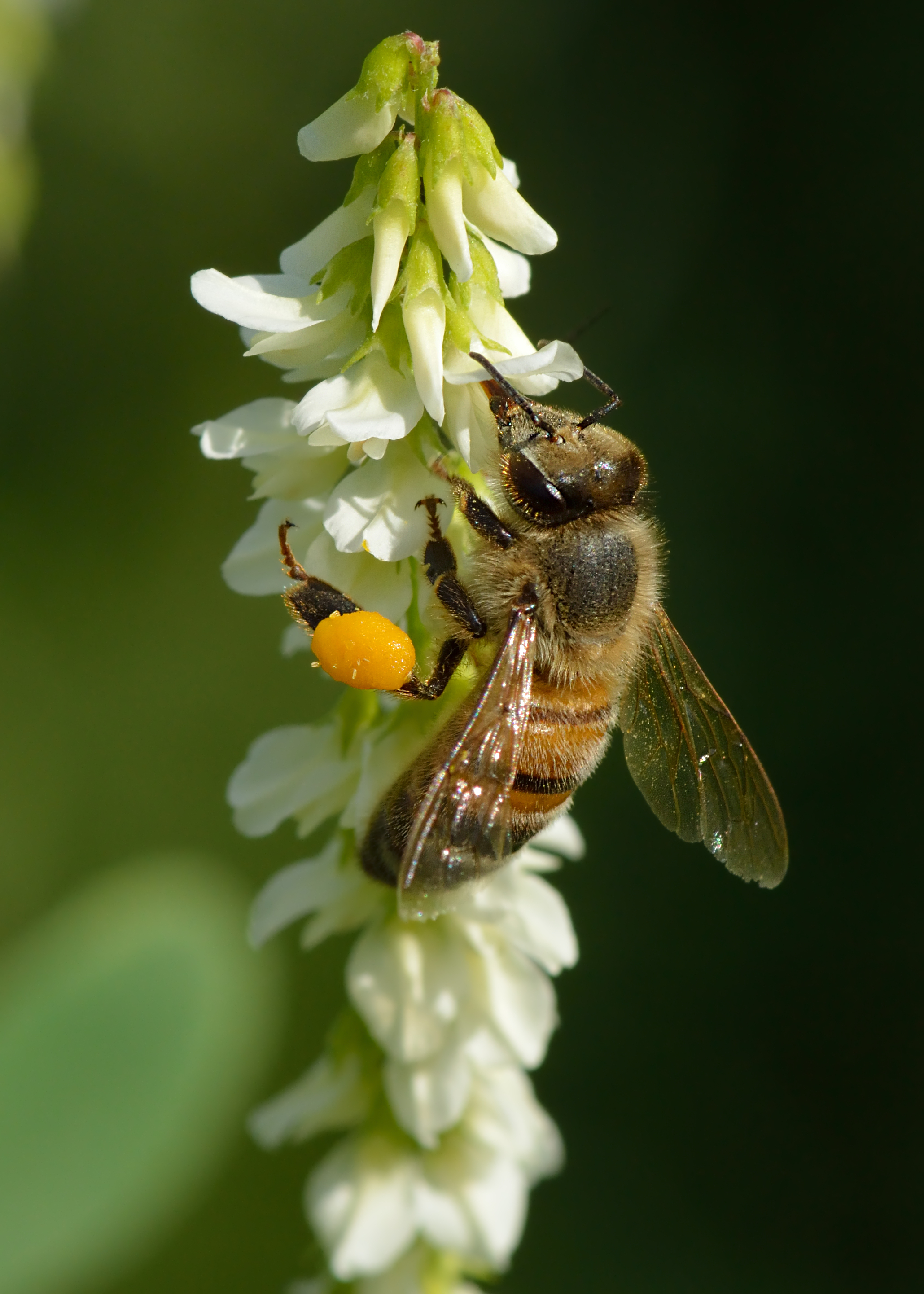
італійська бджола запилює рослину
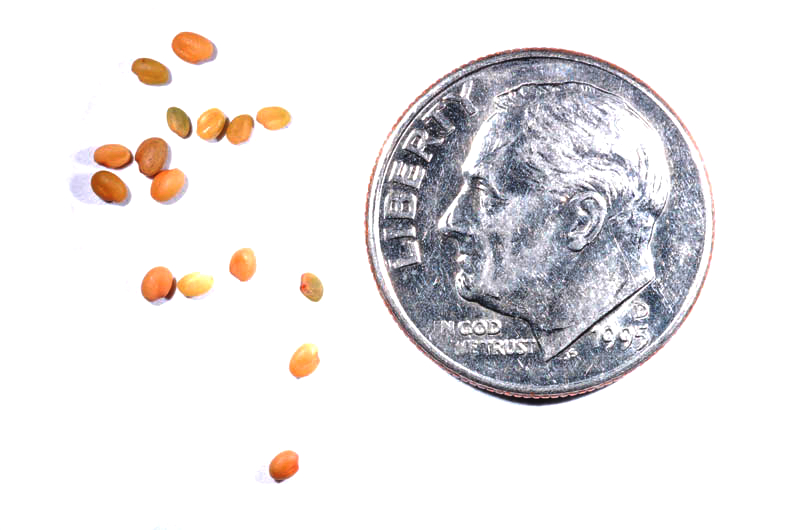
насіння